# 피치의 인식 가능성의 역설
피치의 인식 가능성의 역설(Fitch's paradox of knowability, -逆說)은 논리학의 역설 중 하나로, 미국의 논리학자 프레더릭 피치(Frederic Fitch)가 1963년 논문 "가치 개념에 대한 논리적 분석(A Logical Analysis of Some Value Concepts)"에서 처음 제시하였다.
이 역설은 다음과 같은 구조를 가지고 있다.
1. 만약 모든 진리를 알 수 있다면,
2. 모든 진리는 알려져 있다.

여기서 1은 인식 가능성 테제(knowability thesis)라고 하는 중요한 철학적 명제이다. 피치의 역설은 위와 같이 인식 가능성 테제는 사실 2, 즉 전지성 원리(omniscience principle)를 함축하게 된다는 것이다. 그러나 전지성 원리는 철학적으로 받아들이기 매우 힘든 원리이므로, 결국 피치의 역설을 받아들인다면 우리는 인식 가능성 테제를 부정하여 알 수 없는 진리가 있다는 것을 인정해야 한다.

## 증명
피치의 역설은 인식 논리학 및 양상 논리학에서 받아들이는 다음과 같은 명제들에서 증명 가능하다. 이하에서 'Kp'는 'p를 안다.'라는 뜻이다.
1. Kp → p (정규 양상 논리학의 T 공리)
2. K(p∧q) → (Kp∧Kq) (K체계의 정리)
3. {\displaystyle \vdash p}이면, {\displaystyle \vdash \Box p}이다. (정규 양상 논리학의 필연성 규칙)

이제 다음을 가정하자.
- p → ◇Kp (인식 가능성 테제)

1과 2에서 먼저 귀류법을 이용해 다음의 보조정리를 얻는다.
- ~K(p∧~Kp)

1. K(p∧~Kp) (가정)
2. K(p∧~Kp) → (Kp∧K(~Kp)) (앞의 2)
3. Kp∧K(~Kp) (1, 2, 전건 긍정식)
4. Kp∧K(~Kp) → Kp (연언 단순화)
5. Kp (3, 4, 전건 긍정식)
6. Kp∧K(~Kp) → K(~Kp) (연언 단순화)
7. K(~Kp) (3, 6, 전건 긍정식)
8. K(~Kp) → ~Kp (앞의 1)
9. ~Kp (7, 8, 전건 긍정식)

그리고, 이로부터 다음과 같이 인식 가능성 테제로부터 전지성 원리를 얻는다.
1. ~K(p∧~Kp) (앞의 보조정리)
2. □(~K(p∧~Kp)) (앞의 3)
3. ~◇K(p∧~Kp) (2, 정의)
4. (p∧~Kp) → ◇K(p∧~Kp) (인식 가능성 테제)
5. ((p∧~Kp) → ◇K(p∧~Kp)) → (~◇K(p∧~Kp) → ~(p∧~Kp)) (대우 법칙)
6. ~◇K(p∧~Kp) → ~(p∧~Kp) (4, 5, 전건 긍정식)
7. ~(p∧~Kp) (3, 6, 전건 긍정식)
8. p → Kp (7, 정의 및 이중 부정, 전건 긍정식)

## 다른 양상 술어의 경우
이상의 증명에서는 K를 '인식'에 관한 양상 술어로 사용했으나, 사실 이상의 가정을 만족하는 모든 양상 술어는 피치의 역설의 적용 대상이 될 수 있다. 피치의 역설을 해설하는 조 살레르노(Joe Salerno)는 하나의 예로 Gp, 즉, 'p는 신에 의한 것이다.(caused by God)'를 든다. 여기서 인식 가능성 테제는 'p → ◇G(p)', 즉 'p가 진리라면, p가 신에 의한 것임은 가능하다.'와 같은 형태이다. 이로부터 우리는 'p → Gp', 즉 '모든 진리는 신에 의한 것이다.'를 얻는다.

## 조건의 약화
일반적으로 피치의 역설을 도출하기 위해 사용되는 증명은 T 공리를 사용하나, 이 공리는 피치의 역설을 다루는 데 지나치게 강한 조건이다. A를 임의의 양상 술어라고 하면, 피치의 역설을 유도하기 위해 사용되는 위의 보조정리는 사실 위의 1, 2 대신 다음과 같은 3개의 가정을 사용해 유도할 수 있다.
1. Ap → AAp (정규 양상 논리학의 4 공리)
2. ~(Ap∧A(~p))
3. A(p∧q) → (Ap∧Aq) (앞의 2와 동일한 구조)

여기서 2번 조건은 다음과 같이 다시 쓸 수 있는데,
1. Ap → ~A(~p) 또는 A(~p) → ~Ap

이는 다음과 같이 T 공리에서 도출 가능하다. 따라서 이는 직접적으로 T보다 약한 조건이다.
1. A(~p) → ~p (T 공리)
2. A(p) → p (T 공리)
3. ~p → ~A(p) (2, 대우 법칙, 전건 긍정식)
4. A(~p) → ~A(p) (1, 3, 삼단 논법)

이런 조건은 예컨대, 신뢰 논리학(doxastic logic)에서 다루는 술어인 'Bp(p는 신뢰된다)'에 적용될 수 있다. 이상의 조건을 만족하는 판단자(believer/reasoner)는 '정규 판단자(normal reasoner)', 즉 p를 믿으면, 이 p를 믿는다는 것을 믿는 판단자인 동시에, '무모순적 판단자(consistent reasoner)', 즉 어떤 모순된 믿음도 갖지 않는 판단자이다.
이상의 술어 조건을 이용하여 앞의 보조정리는 마찬가지로 귀류법을 사용하여 다음과 같이 유도된다.
- ~A(p∧~Ap)

1. A(p∧~Ap) (가정)
2. Ap∧A(~Ap) (1, 위의 3, 전건 긍정식)
3. Ap (2, 연언 단순화, 전건 긍정식)
4. AAp (3, 위의 1, 전건 긍정식)
5. A(~Ap) (2, 연언 단순화, 전건 긍정식)
6. AAp∧A(~Ap) (4, 5, 연언 도입)
7. ~(AAp∧A(~Ap)) (위의 2)

## 인식 가능성 테제를 부정하지 않는 해결
이상의 증명을 살펴볼 때, 피치의 역설에서 받아들이기 힘든 전지성 원리를 피하는 방법은 크게 다음의 세 가지로 압축된다.
1. 인식 가능성 테제 자체를 부정하는 것
2. 인식 가능성 테제를 표현한 양상 술어가 현실적인 인식 가능성 테제를 제대로 표현하지 못한다고 주장하는 것
3. 인식 술어의 재귀성(K(p) → K(K(p))) 또는 인식 술어의 연언 분배 법칙(K(p∧q) → (Kp∧Kq))을 부정하는 것

1은 도입부에 논한 것이다. 이 외의 해결책으로는 2와 3이 가능하다. 그러나 3을 주장하기 위해서는 인식 술어의 연언 분배 법칙이나 재귀성(약한 형태의 논변을 받아들일 경우)을 받아들이지 말아야 한다는 데 대한 정당화가 별도로 필요하다.

## 같이 보기
- 전지성
- 인식 가능성
- 인식 논리학
- 신뢰 논리학
- 무어의 역설

## 참고 문헌
- Frederick Fitch, "A Logical Analysis of Some Value Concepts". Journal of Symbolic Logic Vol. 28, No. 2 (Jun., 1963), pp. 135–142.
- W. D. Hart. "The Epistemology of Abstract Objects", Proceedings of the Aristotelian Society, suppl. vol. 53, 1979, pp. 153–65.
- Joe Salerno, ed. New essays on the knowability paradox 보관됨 2009-02-17 - 웨이백 머신. Oxford University Press, to appear.